# Origo gentis Romanae
L'Origo gentis Romanae («Origen de les gens romanes») és el títol d'un breu escrit històric que narra les llegendes anteriors a la fundació de Roma. És anomenat de forma abreujada Origo. La barreja de la història i la mitologia és alimentada per l'ús constant de racionalització evemeristica  del mite com transfiguració religiosa dels esdeveniments històrics.

## Contingut
- Capítols I-III: Janus i Saturn arriben procedents d'orient i porten la civilització a les tribus itàliques: ensenyen l'agricultura, el culte als déus, etc.
- Capítols IV-V: Una segona versió dels supervivents del Diluvi universal, els anomenats aborígens, els quals van tenir com a primer rei a Picus i després a Faune.
- Capítol VI: Orígens del rei Evandre. Orígens itàlics d'Hèrcules. La història d'Hèrcules i Cacus.
- Capítols VII-VIII: Una segona versió de la presència d'Hèrcules a la península italiana. La consagració d'una Ara Maxima i sacrificis en honor del Pare Inventor.
- Capítol IX: Parla de Latinus rei del Laci, mentre explica diverses versions sobre la fugida d'Enees de Troia.
- Capítols X-XIII: Resum dels esdeveniments de l'Eneida, amb dades geogràfiques i etnogràfiques.
- Capítol XIV: Enees ha de lluitar per la supremacia al Latium i després d'aconseguir la victòria és abduït cap als cels.
- Capítols XV-XVII: Ascani succeeix al seu pare. Lavínia té un fill pòstum d'Enees anomenat Silvius. S'arriba a un acord amb Ascani per la fundació d'Alba Longa.
- Capítols XVIII-XIX: Successió de reis d'Alba Longa fins a arribar a Amuli.
- Capítols XX-XXI: Esdeveniments relacionats amb l'ascens al poder d'Amuli: exili de Rea Silvia, naixença i abandonament dels bessons Ròmul i Rem, salvament posterior dels nens per intervenció de Mart.
- Capítol XXII: Origen llegendari de la Lupercàlia.
- Capítol XXIII: Diverses versions sobre l'elecció del lloc per fundar la ciutat de Roma i sobre la disputa entre Ròmul i Rem.

## Autoria
L'Origo va arribar als nostres dies formant la primera part del Corpus Aurelianum, una obra compilatòria escrita l'any 360. Antigament es pensava que l'autor de l'Origo era Sext Aureli Víctor, però actualment es creu que només va ser responsable de les altres dues parts del Corpus Aurelianum. S'ha proposat que aquesta obra estigui inspirada en la Rerum memoria dignarum libri, de Verri Flac. També es va proposar que Marc Terenci Varró podria haver estat l'autor. La seva datació i autoria segueixen sense haver-se aclarit, però sobre el que si hi ha un acord és que el Corpus Aurelianum es tracta d'una obra feta per més d'un escriptor.

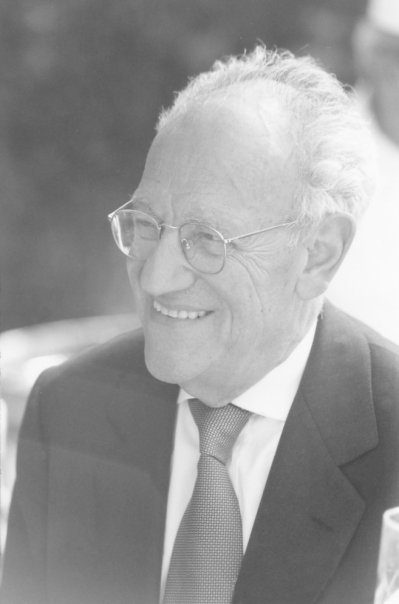
Giovanni d'Anna, un dels lingüistes que va analitzar l'Origo.

Giovanni D'Anna suposa que va haver una primera composició de l'obra entre finals de l'època d'August i el segle ii i una successiva reorganització del text que va passar a ser la primera part d'un corpus. Un cop establert que l' Origo gentis Romanae es va veure alterada en la seva part final amb afegits procedents d'una altra obra (De viris illustribus Romae de Sext Aureli Víctor), els acadèmics s'han plantejat preguntes legítimes sobre l'existència de més intervencions modificant el cos principal del text.
Theodor Mommsen també va plantejar la hipòtesi de l'existència d'un Origo plenior, una primera redacció de la qual derivarien els textos que han arribat als nostres dies, però aquesta hipòtesi va topar amb la dificultat de distingir les estructures originals dels incidents propis de la còpia típics de l'escriptur manuscrita.
L'examen sobre les clausulae quantitatives fetes per G. Puccioni (1958) va confirmar la hipòtesi de la doble redacció en èpoques diverses.

## Validesa de les citacions
Un altre fet indiscutible és una profunda divisió de l'obra en dues parts: la primera part des del principi fins al capítol 9 se centra en les cites i l'exegesi del text de Virgili, una segona part cita amb molta més freqüència els historiadors i estudiosos com Alexandre Licnos, Lutaci Catul. Els diferents models de citació indueixen a suposar la presència de diferents escriptors per a les dues parts de l'obra. Giovanni D'Anna ho explica a través de la intervenció al segle IV per fer una còpia, obra d'un fervent admirador de Virgili, qui devia tractar de fer que els esdeveniments anteriors a Enees fossin congruents amb la història de Virgili, però no va poder sincronitzar l'excessiu nombre de diferències entre l'Eneida i el text de l'Origo.
A partir de l'estudi fet per Barthold Georg Niebuhr (1873) es va posar en dubte la validesa de les nombroses citacions presents en l'obra, suposant que es tractaven d'afegits d'època humanística. Al llarg del segle xx diferents estudis i troballes arqueològiques han retornat l'honestedat i fiabilitat del text.
Les citacions són sovint descuidades, sense especificació dels detalls i, de vegades, fins i tot sense citar la font documental d'on s'ha pres les dades. En alguns casos es pot suposar una referència indirecta d'antologies d'obres arcaiques (com ho demostra el recurs de l'epítom de Mrc Verri Flac com a font).

## Manuscrits conservats
Aquesta obra ens ha arribat conservada en tres manuscrits:
- Bodleian Library, (Oxford). Manuscrit Can. lat. 131. del segle xv. Escrit en grafia humanística però contaminat amb elements d'escriptura gòtica. Originalment propietat del cardenal Bessarió, després es va perdre el rastre fins a la seva troballa per part de Hildesheimer a finals del segle xix.
- Biblioteca Reial de Bèlgica, (Brussel·les). Manuscrit nº 9755-9763. Datat en la segona meitat del segle xv, conegut també amb el nom de "Codex Pulmanni". Fou copiat a Flandes i escrit en grafia humanística. Va pertànyer a Jean de Loemel, capellà de l'església de Saint-Denis a Lieja, després fou adquirit per l'estudiós Theodore Poelmann, qui el va cedir al jesuïta A. Schott, perquè fes l'edició prínceps (Anvers: Plantin, 1579). Aquest jesuïta el va traspassar a la Biblioteca Reial de Bèlgica, on Theodor Mommsen el va descobrir el 1850.
- El Codex Metelli, un terç de l'obra que va ser possessió de Jean Matal i fou descobert a començaments del segle xvii. Matal en va fe diverses versions sobre l'original, entre elles es conserva una carta adreçada a Sebastiano Pighi, humanista contemporani. La primera còpia data del 1579. Fou consultada per Schott per l'edició prínceps.